# Élection présidentielle irakienne de 2022
L'élection présidentielle irakienne de 2022 a lieu le 13 octobre 2022 afin d'élire au suffrage indirect le président de la République d'Irak pour un mandat de quatre ans. Le poste est largement honorifique, l'Irak étant un régime parlementaire. Le président sortant Barham Salih est candidat à sa réélection.
Initialement prévu pour le 7 février 2022, le scrutin est reporté à trois reprises du fait du boycott des sessions parlementaires par plus d'un tiers des députés, un quorum de participation des deux tiers des députés étant nécessaire à la tenue des élections présidentielles en Irak. Une partie des députés s'élèvent une première fois contre l'annulation par la Cour suprême de la candidature de Hoshyar Zebari, portée par les principaux partis vainqueurs des élections législatives d'octobre 2021 dont le Mouvement sadriste. Après avoir relancé le processus électoral, ces derniers décident de se reporter sur la candidature de Rebar Ahmed. Un second et troisième boycotts interviennent cependant à l'initiative des opposants au Mouvement sadriste les 26 et 30 mars, tandis que la Cour suprême donne au Parlement jusqu'au 6 avril pour élire un nouveau président. Cette date limite est cependant franchie sans que le scrutin n'ait lieu, plongeant le pays dans une crise constitutionnelle durant plusieurs mois.
Après un nouveau boycott prolongé par le Mouvement sadriste, la crise prend finalement fin début octobre 2022, permettant l'élection à la présidence d'Abdel Latif Rachid, membre comme le président sortant Barham Salih de l'Union patriotique du Kurdistan (UPK) mais bénéficiant pour sa candidature sans étiquette du soutien du Parti démocratique du Kurdistan (PDK). Candidat de consensus, il parvient à réunir les voix des sunnites comme des chiites, et est élu au second tour face à Barham Salih.

## Contexte

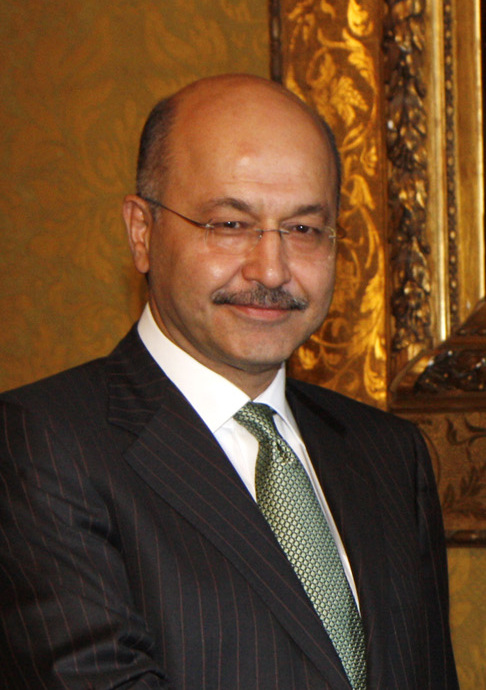
Barham Salih

Le Président de l'Irak possède des fonctions largement honorifiques, le pays étant organisé sous la forme d'un régime parlementaire. Le poste de président est traditionnellement attribué à un Kurde tandis que celui de Premier ministre revient à un chiite et celui de président du parlement à un sunnite. À cette répartition s'ajoutait avant 2018 une autre, propre aux différents partis du Kurdistan irakien. Le Parti démocratique du Kurdistan (PDK) de Massoud Barzani qui domine le nord se voyait en effet attribué la présidence du Kurdistan pour l'un de ses membres, tandis que l'Union patriotique du Kurdistan (UPK) de Jalal Talabani qui domine le sud obtenait pour l'un des siens la président de l'État fédéral irakien.
En 2018 cependant, les deux principaux partis kurdes se mettent en concurrence dans le contexte du référendum de 2017 sur l'indépendance du Kurdistan irakien organisé par le PDK, celui-ci ayant mené de manière désastreuse à une reprise en quelques jours par l'armée fédérale de l'ensemble des territoires gagnés sur l'État islamique tout au long de la seconde guerre civile irakienne. À la suite de ce fiasco, les deux partis s'affrontent lors des élections législatives le 30 septembre, tandis que les prérogatives du président de la région kurde sont gelées, attisant la compétition ouverte pour la présidentielle irakienne,.
L'élection présidentielle d'octobre 2018 voit finalement la victoire du candidat de l'UPK, Barham Salih, sur plusieurs candidats dont celui du PDK, Fouad Hussein. L'UPK conserve ainsi le contrôle de la présidence du pays,.
L'élection présidentielle de 2022 suit de quelques mois les élections législatives d'octobre 2021, qui voient arriver en tête le Mouvement sadriste. Celles ci donnent lieu à des négociations en vue de la formation d'un gouvernement de coalition, toujours en cours au moment du scrutin présidentiel. L'UPK annonce début janvier 2022 sa décision de soutenir la candidature du président Salih pour un second mandat. Le PDK soumet quant à lui la candidature de l'ancien ministre des finances Hoshyar Zebari,. L’absence des députés de l'UPK lors de la séance inaugurale du parlement issu des législatives de 2021, au cours de laquelle est notamment élu pour vice-président de l'assemblée le membre du PDK Shakhawan Abdullah, laisse augurer d'une nouvelle concurrence pour la magistrature suprême entre les deux principaux partis kurdes.
Le Mouvement sadriste dirigé par Moqtada al-Sadr, allié au PDK de Massoud Barzani et aux autres formations sunnites dont le Parti du progrès, soutient la candidature de Zebari afin de se voir confier la formation du nouveau gouvernement, dans le but affiché de rompre avec les formations liées au voisin chiite iranien.

## Système électoral
Le président irakien est élu au suffrage indirect par les 329 membres du Conseil des représentants — la chambre basse du parlement bicaméral irakien — pour un mandat de quatre ans renouvelable une seule fois. Est élu président le candidat qui recueille la majorité des deux tiers du total des députés au premier tour, soit 220 voix. À défaut, les deux candidats arrivés en tête s'opposent lors d'un second tour, et le candidat qui recueille le plus de voix est déclaré élu.
La majorité des deux tiers exigée au premier tour fait également office de quorum de participation, le scrutin ne pouvant se tenir si moins des deux tiers des membres du Conseil sont présents.
Le mandat du président est concomitant à celui du conseil. À la fin naturelle du mandat de ce dernier, ou en cas de dissolution, le mandat du président prend également fin de manière anticipée. Chaque première session d'une nouvelle législature est ainsi immédiatement suivie d'une nouvelle élection présidentielle, à laquelle est liée la formation du nouveau gouvernement. Le président élu dispose en effet de quinze jours à partir de son élection pour désigner un Premier ministre sur proposition du principal groupe parlementaire. Le Premier ministre dispose alors de trente jours pour présenter son gouvernement devant le conseil et obtenir un vote de confiance. À défaut, le président nomme un autre Premier ministre dans les quinze jours.

## Déroulement

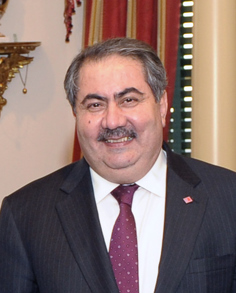
Hoshyar Zebari

La première réunion du Conseil des représentants le 7 février 2022 en vue du premier tour est un échec. Seuls 58 députés sur 329 étant présents, le scrutin n'a pas lieu faute de quorum des deux tiers des membres, et le scrutin est reporté à une date indéterminée,,.
Les trois principaux partis issus des élections législatives d'octobre — le Mouvement sadriste, le Parti démocratique du Kurdistan et le Parti du progrès — décident en effet de boycotter la séance, en raison des désaccords en cours sur la désignation d'un nouveau Premier ministre, ainsi qu'en protestation de la suspension de la candidature d'Hoshyar Zebari,,.
Le candidat du PDK et principal opposant au président sortant se voit en effet temporairement suspendre de la course par la Cour suprême, à la demande d'autres députés rappelant son passé en termes de corruption, puis disqualifié par la Cour suprême le 13 février,. Ancien ministre des Finances, Zebari s'était vu limogé par le parlement en 2016 pour soupçons de « corruption financière et administrative », près de deux millions de dollars de fonds publics ayant été détournés vers son service personnel de sécurité, sans qu'il ne soit pour autant condamné par la justice,,.
Le processus électoral est relancé le 5 mars avec la réouverture des enregistrements des candidatures pendant trois jours. Cette relance intervient grâce à un vote du Conseil des représentants par 203 voix pour, le conseil ayant auparavant obtenu le feu vert de la Cour suprême quant à la validité d'un tel vote en lieu et place de la convocation du scrutin par le président de la chambre,,. Le choix du candidat du PDK se porte cette fois-ci sur le ministre de l'Intérieur de la région autonome du Kurdistan, Rebar Ahmed. Un total de quarante-cinq personnes se portent alors candidats, dont quarante voient leurs candidatures retenues. À l'issue de cette seconde période d'enregistrement, le conseil décide le 16 mars de fixer le scrutin présidentiel au 26 du même mois,. Le scrutin fait cependant à nouveau l'objet d'un boycott l’empêchant d'atteindre le quorum de participation — cette fois-ci de la part des partisans du président sortant —, ce qui provoque son report au 30, seuls 202 membres du conseil étant alors présent. Les députés boycotteurs accusent notamment le Mouvement sadriste d'être revenu sur ses promesses de recherche d'une majorité d'union nationale, et d'abandon de la politique des quotas ethnico-religieux. Avec seulement 179 parlementaires présents le 30 mars, le scrutin avorte une nouvelle fois pour cause de quorum non atteint, tandis que la Cour suprême donne au Parlement jusqu'au 6 avril pour élire un nouveau président. Le parlement ne se réunit cependant pas pour le scrutin, plongeant le pays dans une crise constitutionnelle qui dure plusieurs mois. 

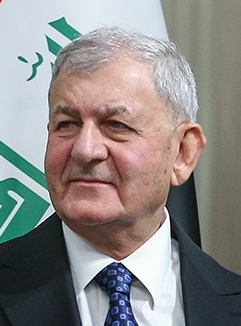
Abdel Latif Rachid

Le renouvellement du boycott parlementaire par le Mouvement sadriste, qui tente de forcer des élections anticipées et appelle ses partisans à manifester devant le parlement, ouvre la voie à ses concurrents chiites rassemblés dans le Cadre de coordination. Ceux-ci cherchent à l'inverse à réunir au plus vite un consensus pour que l'élection présidentielle ouvre la voie à la formation d'un gouvernement favorable à l'Iran.
Après plusieurs mois de blocage, la menace d'élections anticipées et des affrontements entre sadristes et forces armées faisant plus de trente morts en août, la crise prend finalement fin en octobre. Sous l'égide du Cadre de coordination, le PDK accepte en effet de soutenir un candidat de compromis, Abdel Latif Rachid, membre de l'UPK mais se présentant sans étiquette avec le soutien du PDK, de telle sorte que le président nouvellement élu puisse nommer un Premier ministre et doter enfin le pays d'un gouvernement après un an d'attente. Abdel Latif Rachid est élu au second tour face au président sortant Barham Saleh lors de la session organisée le 13 octobre 2022. Issu de l'UPK, dont il est proche du fondateur Jalal Talabani, Abdel Latif Rachid occupe depuis 2010 un poste de conseiller présidentiel, après sept années à la tête du ministère de la gestion de l'eau. Âgé de 78 ans, son expérience de la vie politique irakienne et l'entretien de bons termes avec des politiciens issus aussi bien de la communauté politique chiite que sunnite lui permet de recueillir le soutien des différentes formations,,.

## Résultats
| Candidats                | Candidats                | Partis                   | Premier tour | Premier tour | Second tour   | Second tour   |
| Candidats                | Candidats                | Partis                   | Voix         | %            | Voix          | %             |
| ------------------------ | ------------------------ | ------------------------ | ------------ | ------------ | ------------- | ------------- |
|                          | Abdel Latif Rachid       | UPK                      | 157          | 56,88        | 162           | 62,07         |
|                          | Barham Salih             | UPK                      | 99           | 43,12        | 99            | 37,93         |
|                          |                          |                          |              |              |               |               |
| Majorité requise         | Majorité requise         | Majorité requise         | 220 voix     | 220 voix     | 50 % des voix | 50 % des voix |
|                          |                          |                          |              |              |               |               |
| Votes valides            | Votes valides            | Votes valides            | 276          | 99,64        | 261           | 97,03         |
| Votes blancs et nuls     | Votes blancs et nuls     | Votes blancs et nuls     | 1            | 0,36         | 8             | 2,97          |
| Total                    | Total                    | Total                    | 277          | 100          | 269           | 100           |
| Abstention               | Abstention               | Abstention               | 52           | 15,81        | 60            | 18,24         |
| Inscrits / participation | Inscrits / participation | Inscrits / participation | 329          | 84,19        | 329           | 81,76         |

## Suites
Abdel Latif Rachid charge immédiatement l'ancien ministre des droits de l'homme Mohammed Chia al-Soudani de former un gouvernement. Celui-ci dispose de trente jours pour former son gouvernement, avant sa prestation de serment et son entrée en fonction le 17 octobre. Mohammed Chia al-Soudani présente son gouvernement le 27 octobre et obtient la confiance du Parlement le jour même.